# Gerald Ford
Gerald Rudolph Ford, Jr. (tên khai sinh Leslie Lynch King, Jr.; 14 tháng 7 năm 1913 – 26 tháng 12 năm 2006) là Tổng thống thứ 38 của Hoa Kỳ tại nhiệm từ tháng 8 năm 1974 đến tháng 1 năm 1977. Trước khi trở thành Tổng thống, ông là Phó Tổng thống thứ 40 của Hoa Kỳ tại nhiệm từ tháng 12 năm 1973 đến tháng 8 năm 1974. Gerald Ford là trường hợp duy nhất trong lịch sử nước Mỹ trở thành Phó Tổng thống và Tổng thống mà không cần phải bầu cử thông qua hệ thống đại cử tri đoàn.

## Tiểu sử
Gerald Ford sinh ra tại Omaha, Nebraska nhưng lớn lên tại Grand Rapids, Michigan. Ông học tại Đại học Michigan và sau đó ghi danh vào Đại học Luật Yale. Sau trận Trân Châu Cảng, ông nhập ngũ vào lực lượng Hải quân Trừ bị Hoa Kỳ và tại ngũ từ năm 1942 đến năm 1946. Sau 4 năm, Ford xuất ngũ với quân hàm thiếu tá. Ford bắt đầu sự nghiệp chính trị của mình vào năm 1949 với tư cách là dân biểu Hoa Kỳ đại diện khu vực Quốc hội thứ 5 của Michigan. Ông làm việc 25 năm tại Hạ viện, với 9 năm cuối đóng vai trò là Lãnh tụ Thiểu số. Vào tháng 12 năm 1973, hai tháng sau khi Spiro Agnew từ chức, Tổng thống Richard Nixon bổ nhiệm Ford trở thành Phó Tổng thống Hoa Kỳ. Sự việc này đã giúp Ford là người đầu tiên trong lịch sử được bổ nhiệm chiếu theo các điều khoản trong Tu chính án thứ 25 của Hiến Pháp. Sau khi Nixon từ chức vào tháng 8 năm 1974, Ford ngay lập tức lên nắm quyền Tổng thống. So với các vị Tổng thống vẫn còn sống khi còn tại nhiệm khác, nhiệm kỳ dài 895 ngày của Ford có thể gọi là khoảng thời gian làm việc ngắn nhất trong lịch sử Hoa Kỳ.

## Tổng thống
Với tư cách là Tổng thống, Gerald Ford đã ký Hiệp ước Helsinki, đánh dấu một bước tiến quan trọng trong việc nới lỏng các căng thẳng giữa Mỹ và Liên Xô thời Chiến tranh Lạnh. Với sự sụp đổ của chính phủ Việt Nam Cộng Hòa tại miền Nam Việt Nam chín tháng sau khi ông nhậm chức, sự can thiệp của Hoa Kỳ vào Việt Nam về cơ bản đã được chấm dứt.
Về các vấn đề ở trong nước, Gerald Ford đã lãnh đạo đất nước vượt qua khó khăn khi nền kinh tế trở nên tồi tệ nhất trong bốn thập kỷ kể từ cuộc Đại Khủng hoảng với gia tăng lạm phát và suy thoái kinh tế. Trong một trong những hành động gây tranh cãi nhất của ông là đã thực hiện quyền ân xá của Tổng thống cho người lãnh đạo tiền nhiệm là Richard Nixon - một nhân vật quan trọng trong vụ bê bối Watergate. Trong nhiệm kỳ Tổng thống của Ford, các chính sách đối ngoại đánh dấu một sự gia tăng quyền lực của Quốc hội khiến Tổng thống bị hạn chế về mặt quyền lực. Trong chiến dịch tranh cử ứng viên Tổng thống đại diện Đảng Cộng hòa năm 1976, Gerald Ford đã đánh bại cựu Thống đốc bang California là Ronald Reagan để nhận được đề cử làm tổng thống của Đảng Cộng Hòa. Tuy nhiên, ông đã thất bại với kết quả suýt sao trong cuộc bầu cử Tổng thống toàn quốc trước ứng cử viên Đảng Dân chủ là cựu Thống đốc bang Georgia Jimmy Carter. Ở kỳ bầu Tổng thống tiếp theo, khi Ronald Reagan tranh cử đã có ý mời Gerald Ford làm đồng ứng cử ở vị trí Phó Tổng thống, nhưng ông đã từ chối lời đề nghị này.

## Các hoạt động cuối đời
Sau khi hết nhiệm kỳ Tổng thống, Ford vẫn hoạt động tích cực trong Đảng Cộng hòa. Tuy nhiên, các quan điểm ôn hòa của Ford trong nhiều vấn đề xã hội dần đã khiến ông trở nên bất hòa với các thành viên bảo thủ khác trong đảng vào những năm 1990 và đầu những năm 2000. Khi nghỉ hưu, Ford bỏ qua tất cả sự thù hằn đối với Jimmy Carter sau cuộc bầu cử năm 1976 và cả hai cựu tổng thống bắt đầu trở thành những người bạn thân thiết. Sau khi trải qua một loạt các vấn đề sức khỏe, ông qua đời tại nhà riêng vào ngày 26 tháng 12 năm 2006, sau đó, Los Angeles quyết định huỷ sự kiện bắn pháo hoa mừng năm mới 2007.